# Tianwen-3
Tianwen-3 (chinesisch 天問三號 / 天问三号, Pinyin Tiānwèn Sānhào – „Himmelsfrage 3“) ist eine geplante Probenrückführmission der Nationalen Raumfahrtbehörde Chinas im Rahmen des Marsprogramms der Volksrepublik China. Ab 2028 sollen zwei Trägerraketen vom Typ Langer Marsch 5 vom Kosmodrom Wenchang einen Orbiter mit einer Rückkehrkapsel sowie einen Lander mit mobilen und stationären Probenentnahmegeräten und einer Aufstiegsstufe auf den Weg zum Mars bringen. 
Das Zielgebiet liegt auf der Nordhalbkugel des Mars.

## Übersicht
Das Marsprogramm der Volksrepublik China in seiner am 11. Januar 2016 von Premierminister Li Keqiang genehmigten Form sah ursprünglich vier Schritte vor:
- Umkreisung
- Landung
- Patrouille
- Rückkehr

Bereits im August 2016 beschloss man jedoch, die ersten drei Schritte in einer Mission zusammenzufassen, die 2020 starten sollte.
Das war dann die Sonde Tianwen-1, die plangemäß am 23. Juli 2020 vom Kosmodrom Wenchang abhob; der Rover Zhurong landete am 14. Mai 2021 in der Utopia Planitia.
Für die „Rückkehr“, also die Probenrückführung vom Mars wurden an der Chinesischen Akademie für Weltraumtechnologie, der Herstellerfirma der Sonden, verschiedene Konzepte diskutiert, teils mit einem einzigen Raketenstart, teils mit mehreren, lange Zeit mit einem Rover für die Probenentnahme.
Nach dem erfolgreichen Abschluss der Mondproben-Rückführmission Chang’e 5 im Dezember 2020 entschloss man sich, auf den Rover zu verzichten und die Probenentnahme wie bei jener Mission von einem stationären Lander aus vorzunehmen, womit eine weit größere Bohrtiefe erreicht werden konnte. 2022 kam dann ein auch für unebenes Gelände geeigneter Roboter für eine mobile Probenentnahme hinzu, 2023 ein am Schwerpunktlabor für Elektronik und Informationstechnik komplexer Raumfahrtsysteme des Nationalen Zentrums für Weltraumwissenschaften in Entwicklung befindlicher Kleinhelikopter für Erkundungszwecke. In der am 8. September 2021 verabschiedeten Version des Planetenerkundungsprogramms soll die Mission nun mit zwei Flügen erfolgen.
Anlässlich des chinesischen Tags der Raumfahrt am 24. April 2022 gab Zhang Rongqiao, der Technische Direktor des Marsprogramms, bekannt, dass der Name der Mission „Tianwen-3“ lauten würde (Tianwen-2 ist eine Mission zu dem erdnahen Asteroiden (469219) Kamoʻoalewa und dem Hauptgürtelkometen 311P/PANSTARRS).

## Aufbau

### Lander und Aufstiegsstufe
Lander und Aufstiegsstufe von Tianwen-3 werden in einer von Tianwen-1 übernommenen, konusförmigen Hitzeschutz-Kapsel transportiert. Die Bahnkorrekturmanöver während des Flugs zum Mars werden von einer unter dem Konus angeordneten Antriebsstufe durchgeführt, die den Strom für ihre Bordsysteme, Telemetrie etc. über zwei Solarmodule bezieht. Anders als bei Tianwen-1 verfügt der Lander von Tianwen-3 – ebenfalls eine relativ einfache, flache Plattform – über eine eigene Stromversorgung mittels zweier an den Seiten angeordneter, ausklappbarer Solarmodule.

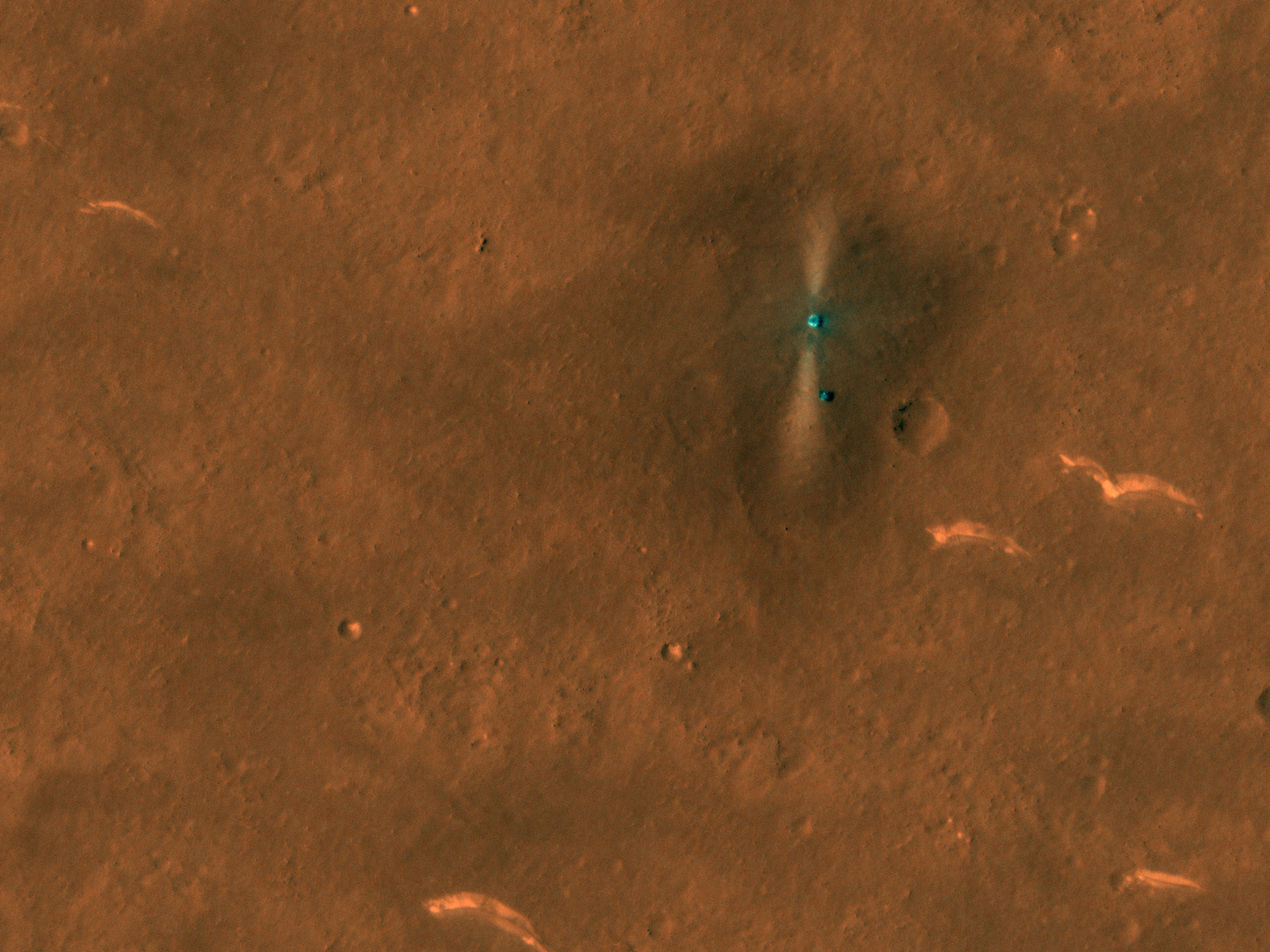
Verfärbter Boden an der Landestelle von Tianwen-1 (6. Juni 2021).

Nach der Ankunft beim Mars, dem Abtrennen der Antriebsstufe und der Landung erfolgt eine stationäre Probenentnahme mit Bohrer und Baggerarm. Man erhofft sich, an mehreren Stellen in der Reichweite des schwenkbaren Bohrers bis in eine Tiefe von 2 m bohren zu können und Material aus der Noachischen Periode vor 3,8 bis 3,5 Milliarden Jahren zu erlangen, als der Mars noch ein Magnetfeld besaß.
In dem Bohrkern wird das geologische Säulenprofil erhalten. Mit dem Baggerarm will man klastische Sedimente aus jüngerer Zeit einsammeln. Während die Baggerschaufel von Chang’e 5 fest mit der „Hand“ verbunden war und nach dem Prinzip des Hochlöffelbaggers den Boden abtrug, ist die Schaufel von Tianwen-3 über ein zusätzliches Gelenk mit der Hand verbunden und kann wie bei einem Tieflöffelbagger mit großer Kraft in den Boden gedrückt werden.
Mit dem Bodenmaterial werden hier automatisch auch Proben der Marsatmosphäre genommen. Man versucht dagegen zu vermeiden, Material einzusammeln, das bei der Landung mit Treibstoffresten von der Triebwerksflamme oder dem aus Sicherheitsgründen nach der Landung abgelassenen Helium für die Druckgasförderung des Triebwerks kontaminiert wurde. Der Plan ist, die kontaminierte Oberschicht mit dem Bagger abzutragen und erst dann Proben für die Mitnahme zur Erde zu entnehmen.
Dazu kommt noch ein mobiler Roboter zum Aufsammeln von Felsbrocken im Umfeld des Landers.
Mit den drei Methoden soll insgesamt mindestens 500 g Material erlangt werden.
Die Bodenproben werden in eine auf der Landerplattform waagrecht gelagerte, zweistufige Rakete verladen. Während die zweite Stufe der gut 360 kg schweren Rakete ein Flüssigkeitstriebwerk besitzt, verwendet die erste Stufe ein Feststofftriebwerk. Hierbei stellt sich das Problem, dass die nächtlichen Temperaturen auf dem Mars auch in der warmen Jahreszeit auf −60 °C absinken. Daher wird die Rakete auf dem Lander zunächst in einer Kälteschutzkiste gelagert, deren Deckel sich erst kurz vor dem Start öffnet. Die Kälteschutzkiste ist ähnlich wie das Gehäuse des Rovers Zhurong mit Aerogel isoliert, besitzt „Hitzesammelfenster“aus Polyimid mit darunterliegenden, n-Undekan enthaltenden Latentwärmespeichern und zusätzlich eine elektrische, über die Solarmodule mit Strom versorgte Heizung mit pumpenbetriebenem Heizkreis. Eine Radionuklidbatterie oder Radionuklid-Heizelemente sind explizit nicht vorgesehen. Außerdem wurde ein spezieller Treibstoff mit niedrigem Gefrierpunkt entwickelt.
Beim Start wird die Rakete aus dem Behälter geschleudert. Das Feststofftriebwerk zündet erst in einer gewissen Höhe über der Plattform, damit sich die Triebwerksflamme optimal entfalten kann. Brennschluss der ersten Stufe ist kurz vor dem Verlassen der Atmosphäre des Mars. Nach dem Erreichen des Weltalls wird zunächst die Nutzlastverkleidung abgetrennt, dann die erste Stufe. Die zweite Stufe zündet und steuert den Zielorbit an – eine leicht exzentrische Ellipse – wo Solarmodule zur Stromerzeugung entfaltet werden. Anschließend setzt die Raketenstufe den Probenbehälter aus und aktiviert eine Bake, die dem Orbiter mitteilt, wo sie den Probenbehälter ausgesetzt hat. Diese Bake arbeitet 26 Tage lang.

### Orbiter und Wiedereintrittskapsel
Bei dieser Komponente der Mission orientiert man sich ebenfalls an Tianwen-1 sowie an der Mondsonde Chang’e 5. In der zentralen Öffnung eines sechseckigen, über zwei Solarmodule mit Strom versorgten Raumflugkörpers sitzt die Wiedereintrittskapsel, in die nach erfolgter Probenentnahme und Rückstart der Behälter mit den Bodenproben transferiert wird, nachdem der Orbiter seine Umlaufbahn mit vier Bahnkorrekturmanövern auf die der Aufstiegsstufe abgesenkt hat. Der Orbiter navigiert zunächst mit Sternsensoren etc., orientiert sich dann aus größerer Entfernung am Bakensignal der Raketenstufe und soll dann aus der Nähe den Probenbehälter finden sowie seine Fluglage bestimmen. Durch diese autonome, kein Eingreifen von der Erde erfordernde Rendezvous-Methode, bei der sich nur die Komponenten der Mission untereinander verständigen, besteht eine gewisse Toleranz in Bezug auf die Genauigkeit, mit der die Oberstufe der Rakete den Zielorbit erreicht. Man hofft, dass der Orbiter den Probenbehälter in einem relativ großen Raumvolumen finden kann.
Am Orbiter befindet sich ein mechanischer Arm mit vier Freiheitsgraden, der den spinstabilisierten Probenbehälter auffangen und in die Wiedereintrittskapsel befördern soll. Über die Methode des Einfangens – mit einer Greifvorrichtung oder mit einem Netz – wurde im April 2023 noch diskutiert. Der Orbiter wartet in der Marsumlaufbahn auf ein günstiges Startfenster für die Rückkehr zur Erde und beschleunigt dann auf Fluchtgeschwindigkeit. Wie bei der Mondmission Chang’e 5 wird die Wiedereintrittskapsel in der Nähe der Erde ausgesetzt und landet dann in der Inneren Mongolei.

## Geplanter Missionsablauf
Nach Missionsplanungen von 2023 soll ab 2028 vom Kosmodrom Wenchang zunächst der Lander mit der Aufstiegsstufe gestartet werden, danach der Orbiter mit der Wiedereintrittskapsel. Für beide Starts sollen Trägerraketen vom Typ Langer Marsch 5 verwendet werden, weswegen zwischen den Starts ein gewisser Abstand bestehen muss. Durch unterschiedliche Bahnen soll der Orbiter vor dem Lander beim Mars ankommen, um für letzteren als Relaissatellit dienen zu können. Die ursprünglich stark elliptische Umlaufbahn, die der Orbiter nach der Ankunft beim Mars zunächst hat, soll durch Atmosphärenbremsung in eine niedrige Kreisbahn verwandelt werden. Hierbei soll der Orbiter über einen Zeitraum von sechseinhalb Monaten immer wieder in die obere Atmosphäre des Mars eintauchen, um so seine Geschwindigkeit schrittweise zu reduzieren.

Ballute

Der Lander soll dagegen, nachdem er die Antriebsstufe abgeworfen hat, nach demselben Prinzip landen wie bei Tianwen-1: zunächst wird durch dynamischen Auftrieb die Geschwindigkeit gebremst, dann mit einem Fallschirm und schließlich mit einem Bremstriebwerk. Der Lander von Tianwen-3 hat ein größeres Gewicht hat als derjenige von Tianwen-1, daher können die damaligen Daten nicht direkt übernommen werden. Im April 2023 arbeitete man noch an einer Verbesserung des Landevorgangs. So will man zum Beispiel durch eine anders geformte, abwerfbare Außenhaube für die Eintrittskapsel sowie, in der nächsten Phase des Landevorgangs, durch eine Veränderung des Anstellwinkels mit dem ausklappbaren Trimmflügel den dynamischen Auftrieb erhöhen. Vor dem Entfalten des Fallschirms soll die Geschwindigkeit zunächst mit einer Ballute gebremst werden.
Bei der Mission Tianwen-1 blieb der Lander bis zum letzten Moment an den Orbiter angekoppelt und machte zusammen mit diesem im Marsorbit mehrere Bahnmanöver, was letztlich dazu führte, dass er mit nur 4,8 km/s in die Atmosphäre eintrat. Bei Tianwen-3 soll der Atmosphäreneintritt direkt aus dem Transferorbit erfolgen, was eine Eintrittsgeschwindigkeit von 5,4–6 km/s zur Folge hätte. Das wiederum würde einen robuster gebauten, also schwereren Hitzeschild erfordern. Daher versucht man, die Geschwindigkeit durch eine geschickte Wahl des Zeitpunkts für den Start von der Erde zu reduzieren. 2022 hatte man für den Lander noch einen Atmosphäreneinfang diskutiert, dies wurde aber als zu schwierig verworfen. Nun erwägt man, beim Lander wie beim Orbiter eine Atmosphärenbremsung durchzuführen.
Für die Wahl der Landestelle gibt es relativ enge Kriterien. Sie muss mindestens 3000 m unter dem Nullniveau des Planeten liegen, um genügend Zeit für die Bremsung mit dem Fallschirm zu haben (die Landestelle von Tianwen-1 lag 4100 m unter dem Nullniveau). Aus bahnmechanischen und klimatischen Gründen sollte sie sich zwischen 17° und 30° nördlicher Breite befinden. Innerhalb einer Landeellipse von 50 × 20 km soll der Boden um nicht mehr als 8° geneigt sein, nicht mehr als 10 % der Fläche soll mit Felsbrocken bedeckt sein und ebenfalls nicht mehr als 10 % der Fläche soll aus Kratern bestehen. Außerdem sollte die Landeellipse so weit von Bergen entfernt sein, das sie von diesen nicht beschattet wird.
Prinzipiell gibt es 64 Landestellen, die diesen Kriterien genügen, die meisten davon in der Chryse Planitia, aber auch in der Utopia Planitia sowie einige im nördlichen Teil der Isidis Planitia. Die weitere Auswahl erfolgt nach geologischen Aspekten, wobei man möglichst altes Gestein sucht, um Aussagen über die homogene oder heterogene Struktur des Marsmantels treffen zu können. Optimal wäre magmatisches Gestein, aber man würde auch mineralhaltiges Sedimentgestein von alten Gewässern akzeptieren, oder Stellen, wo unterirdische Wasservorräte vermutet werden. Neben der direkten Suche nach Spuren von Leben wollen die Wissenschaftler die Entwicklung des marsianischen Klimas erforschen, um so Rückschlüsse auf eine eventuelle Bewohnbarkeit des Planeten in der Vergangenheit ziehen zu können. Man will sehen, ob man Hinweise auf geochemische Kreisläufe wie den Carbonat-Silicat-Zyklus findet.

## Marskalender
Hier der Marskalender für den angesetzten Missionszeitraum:
| Ereignis        | 2028/'29          | 2030/'31          | 2032/'33          |
| --------------- | ----------------- | ----------------- | ----------------- |
| Winterbeginn    | 12. März 2028     | 28. Januar 2030   | 16. Dezember 2031 |
| Frühlingsbeginn | 17. August 2028   | 5. Juli 2030      | 22. Mai 2032      |
| Aphel           | 19. Januar 2029   | 7. Dezember 2030  | 24. Oktober 2032  |
| Sommerbeginn    | 3. März 2029      | 20. Januar 2031   | 7. Dezember 2032  |
| Herbstbeginn    | 3. September 2029 | 22. Juli 2031     | 8. Juni 2033      |
| Perihel         | 29. Dezember 2029 | 16. November 2031 | 3. Oktober 2033   |

Die Missionsplanung gestaltet sich hier ausgesprochen schwierig. Das Marsjahr dauert knapp 23 Monate. Nicht synchron dazu gibt es alle 26 Monate ein dreieinhalb Wochen dauerndes Zeitfenster für einen sogenannten „Hohmann-Transfer“ zum Mars, der beim Start relativ wenig Treibstoff erfordert bzw. ein höheres Nutzlastgewicht ermöglicht. Bei dieser Methode, die 2020 für die Mission Tianwen-1 genutzt wurde, beträgt die Flugzeit zum Mars etwa sieben Monate (der Abstand Erde-Mars schwankt in einem 15-Jahres-Rhythmus). Wenn man das Hohmann-Fenster im März 2029 wahrnehmen würde, käme man im Oktober 2029 zu Beginn der Staubsturm-Saison beim Mars an. Bei einem Start beim nächsten Hohmann-Fenster im Mai 2031 würde die Ankunft im Dezember 2031 auf dem Höhepunkt der Staubsturm-Saison erfolgen. Daher gab es 2022 Überlegungen, auf den treibstoffsparenden Hohmann-Transfer zu verzichten.
Erschwerend kommt hinzu, dass am 25. Mai 2030 und am 11. Juli 2032 eine Konjunktion von Erde, Sonne und Mars stattfindet, die beiden Planeten befinden sich fast auf einer Linie, mit der Sonne in der Mitte. Die elektromagnetische Strahlung der Sonne stört um diese Zeit für etwa 40 Tage die Funkverbindung zwischen dem Mars und den Bodenstationen auf der Erde.

## Staubstürme
Wissenschaftler um den Planetologen Wei Yong (魏勇, * 1981), Leiter des Schwerpunktlabors für Geophysik und Planetologie am Institut für Geologie und Geophysik der Chinesischen Akademie der Wissenschaften, befassen sich seit März 2022 mit dem Problem der Staubstürme auf dem Mars. Durch Auswertung von Fotos der amerikanischen Sonde Mars Global Surveyor und des Orbiters von Tianwen-1 versuchen sie, die Gesetzmäßigkeiten hinter den Staubstürmen zu ergründen und zu einer Wettervorhersage zu kommen.
Nachdem der Rover Zhurong während eines unerwartet harschen Winters auf der Nordhalbkugel des Mars stark eingestaubt wurde und sich Anfang März 2023 – zwei Monate, nachdem er die Arbeit hätte wiederaufnehmen sollen – immer noch im Schlafmodus befand, schlugen Wei Yong und seine Kollegen vor, ähnlich wie bei den Fengyun-Satelliten des Chinesischen Amts für Meteorologie drei Wettersatelliten um jeweils 120° versetzt in einem geostationären Orbit um den Mars zu positionieren und diese durch einen vierten Satelliten in einer polaren Umlaufbahn zu ergänzen, um den Erfolg der Mission Tianwen-3 sicherzustellen. Die Satelliten könnten im Rahmen der im Aufbau begriffenen Elsternbrücke-Konstellation auch als Relaissatelliten für die Kommunikation mit der Erde dienen und die Navigation bei dem Rendezvous-Manöver zwischen Aufstiegsstufe bzw. Probenbehälter und Orbiter erleichtern sowie nach Abschluss der Mission die Atmosphäre des Mars weiter erforschen.

## Kontaminationsvermeidung
Da der Mars eine gewisse Ähnlichkeit mit der Erde besitzt und Tianwen-3 potentiell Spuren von Leben enthaltende Proben zurückbringen soll, fällt jede für die Mission geeignete Landestelle in die Kategorie V-eingeschränkt der COSPAR-Regeln für den Schutz von Planeten. Das Committee on Space Research empfiehlt, dass die Wahrscheinlichkeit einer Kontamination des Mars mit irdischen Organismen über einen Zeitraum von 50 Jahren nach der Landung unter 0,1 % liegen sollte. Um dies sicherzustellen, sollten sich auf dem Lander und den Geräten für das mobile Einsammeln von Bodenproben insgesamt nicht mehr als 30 Sporen befinden.
Zur Einhaltung dieses Standards wird die Lander-Aufstiegsstufe-Kombination vor dem Start desinfiziert, dazu noch Orbiter und Wiedereintrittskapsel, um eine Kontamination der Proben nach der Übergabe im Marsorbit zu vermeiden. Zur wissenschaftlichen Arbeit mit den Proben auf der Erde wird ein Labor nach dem Standard für hochgradig krankheitserregende Mikroorganismen (高等级病原微生物实验室) entsprechend dem Biosicherheit-Gesetz der Volksrepublik China eingerichtet.

## Internationale Beteiligung
Anders als zum Beispiel die Internationale Mondforschungsstation handelt es sich bei Tianwen-3 um ein explizit chinesisches Projekt. Dennoch gibt es für ausländische Institutionen Möglichkeiten zur Beteiligung an der Mission. So ist man in den Grenzen der ingenieurtechnischen Vorbedingungen offen für Vorschläge, was die Auswahl der Landestelle betrifft. Die finale Auswahl der Landestelle erfolgt durch eine Kommission, die letztliche Genehmigung durch Sun Zezhou, den Chefkonstrukteur der Sonde, und Chefwissenschaftler Hou Zengqian (侯增谦, * 1961).
Auf Orbiter und Lander besteht etwas Raum für die Mitnahme ausländischer Nutzlasten, und vor allem bei der Untersuchung der Bodenproben sowie der Auswertung der gewonnenen Daten sind ausländische Wissenschaftler zur Mitarbeit eingeladen.